# Demenes pagasts
Demenes pagasts er en territorial enhed i Daugavpils novads i Letland. Pagasten etableredes i 1885, havde 1.774 indbyggere i 2010 og omfatter et areal på 181,30 kvadratkilometer. Hovedbyen i pagasten er Demene.